# Scott Hogan
Scott Andrew Hogan (Irlam, Inglaterra, Reino Unido, 13 de abril de 1992) es un futbolista irlandés. Juega en la posición de delantero y su equipo es el Milton Keynes Dons F. C. de la League Two.

## Clubes
| Club                            | País       | Año       |
| ------------------------------- | ---------- | --------- |
| Stockport Sports                | Inglaterra | 2010      |
| Halifax Town F. C.              | Inglaterra | 2010-2011 |
| Mossley A. F. C. (cedido)       | Inglaterra | 2011      |
| Stocksbridge Park Steels        | Inglaterra | 2011-2012 |
| Ashton United                   | Inglaterra | 2012-2013 |
| Hyde United F. C.               | Inglaterra | 2013      |
| Rochdale A. F. C.               | Inglaterra | 2013-2014 |
| Brentford F. C.                 | Inglaterra | 2014-2017 |
| Aston Villa F. C.               | Inglaterra | 2017-2020 |
| Sheffield United F. C. (cedido) | Inglaterra | 2019      |
| Stoke City F. C. (cedido)       | Inglaterra | 2019-2020 |
| Birmingham City F. C. (cedido)  | Inglaterra | 2020      |
| Birmingham City F. C.           | Inglaterra | 2020-2024 |
| Milton Keynes Dons F. C.        | Inglaterra | 2024-     |